# 王羲之墓
王羲之墓，位於浙江省紹興市嵊州市金庭鎮，是东晋书法家、“書聖”王羲之墓地。王羲之墓亭、墓道坊位于金庭镇王羲之故居旅游区，是浙江省级文保单位王羲之墓的重要组成部分。

## 结构
王羲之墓的墓亭为单檐歇山四角亭，为全石结构，墓亭内所立石碑为明弘治时期所立的原始之碑。墓道坊建于清道光二十九年（1849年）。

## 历史
文化大革命时期（1966-1976年），王羲之墓被嚴重破壞，陵墓及占地二十亩的金庭观几乎全部平毁，只剩下右军祠前几株千年古柏。
1985年重修，墓顶圆形。1997年8月，被列为浙江省重点文物保护单位。2016年，王羲之墓亭、墓道坊重修完成。